# Novara Calcio 1981-1982
Questa voce raccoglie le informazioni riguardanti il Novara Calcio nelle competizioni ufficiali della stagione 1981-1982.

## Divise e sponsor
| 1ª divisa | 2ª divisa | 3ª divisa |

## Rosa
| N. |                   | Ruolo | Calciatore           |
| -- | ----------------- | ----- | -------------------- |
|    | Italia (bandiera) | C     | Alessandro Antonelli |
|    | Italia (bandiera) |       | Barè                 |
|    | Italia (bandiera) | P     | Sandro Beccari       |
|    | Italia (bandiera) | D     | Antonio Brustia      |
|    | Italia (bandiera) | D     | Sergio Elli          |
|    | Italia (bandiera) | D     | Flavio Gioria        |
|    | Italia (bandiera) | C     | Giancarlo Guidetti   |
|    | Italia (bandiera) | A     | Carlo Jacomuzzi      |
|    | Italia (bandiera) | D     | Marzio Lugnan        |
|    | Italia (bandiera) | A     | Cristiano Masuero    |

| N. |                   | Ruolo | Calciatore        |
| -- | ----------------- | ----- | ----------------- |
|    | Italia (bandiera) | C     | Luciano Masuero   |
|    | Italia (bandiera) | A     | Oreste Morgia     |
|    | Italia (bandiera) | D     | Venerio Pari      |
|    | Italia (bandiera) | A     | Ernestino Ramella |
|    | Italia (bandiera) |       | Rocca             |
|    | Italia (bandiera) | D     | Antonio Veschetti |
|    | Italia (bandiera) | P     | Pietro Villa      |
|    | Italia (bandiera) | A     | Severino Zanotti  |
|    | Italia (bandiera) |       | Zani              |
|    | Italia (bandiera) | C     | Sergio Zardi      |

## Risultati

### Campionato

#### Girone di andata
| 20 settembre 1981 1ª giornata | Carrarese | 1 – 1 | Novara |  |

| 27 settembre 1981 2ª giornata | Novara | 6 – 0 | Casatese |  |

| 4 ottobre 1981 3ª giornata | Omegna | 0 – 0 | Novara |  |

| 11 ottobre 1981 4ª giornata | Novara | 1 – 1 | Savona |  |

| 18 ottobre 1981 5ª giornata | Pro Patria | 1 – 0 | Novara |  |

| 25 ottobre 1981 6ª giornata | Novara | 2 – 1 | Seregno |  |

| 1º novembre 1981 7ª giornata | Novara | 1 – 1 | Derthona |  |

| 8 novembre 1981 8ª giornata | Lecco | 0 – 0 | Novara |  |

| 15 novembre 1981 9ª giornata | Novara | 0 – 1 | Virescit Bergamo |  |

| 22 novembre 1981 10ª giornata | Legnano | 3 – 1 | Novara |  |

| 29 novembre 1981 11ª giornata | Novara | 1 – 0 | Casale |  |

| 6 dicembre 1981 12ª giornata | Pavia | 0 – 2 | Novara |  |

| 13 dicembre 1981 13ª giornata | Fanfulla | 0 – 0 | Novara |  |

| 20 dicembre 1981 14ª giornata | Novara | 1 – 0 | Imperia |  |

| 3 gennaio 1982 15ª giornata | Spezia | 1 – 0 | Novara |  |

| 10 gennaio 1982 16ª giornata | Novara | 2 – 0 | Vogherese |  |

| 17 gennaio 1982 17ª giornata | Pergocrema | 2 – 2 | Novara |  |

#### Girone di ritorno
| 24 gennaio 1982 18ª giornata | Novara | 1 – 1 | Carrarese |  |

| 31 gennaio 1982 19ª giornata | Casatese | 0 – 2 | Novara |  |

| 7 febbraio 1982 20ª giornata | Novara | 0 – 1 | Omegna |  |

| 14 febbraio 1982 21ª giornata | Savona | 2 – 1 | Novara |  |

| 21 febbraio 1982 22ª giornata | Novara | 2 – 1 | Pro Patria |  |

| 28 febbraio 1982 23ª giornata | Seregno | 0 – 2 | Novara |  |

| 7 marzo 1982 24ª giornata | Derthona | 1 – 2 | Novara |  |

| 21 marzo 1982 25ª giornata | Novara | 2 – 2 | Lecco |  |

| 28 marzo 1982 26ª giornata | Virescit Bergamo | 0 – 1 | Novara |  |

| 4 aprile 1982 27ª giornata | Novara | 0 – 1 | Legnano |  |

| 18 aprile 1982 28ª giornata | Casale | 1 – 0 | Novara |  |

| 25 aprile 1982 29ª giornata | Novara | 1 – 0 | Pavia |  |

| 2 maggio 1982 30ª giornata | Novara | 2 – 1 | Fanfulla |  |

| 9 maggio 1982 31ª giornata | Imperia | 1 – 0 | Novara |  |

| 16 maggio 1982 32ª giornata | Novara | 1 – 0 | Spezia |  |

| 23 maggio 1982 33ª giornata | Vogherese | 1 – 2 | Novara |  |

| 30 maggio 1982 34ª giornata | Novara | 2 – 1 | Pergocrema |  |